# Бижагош
Архипелаг Бижаго́ш (устар. «Биссагоские острова», порт. Bijagós Archipelago, англ. Bissagos Islands) — группа из 18 крупных и множества мелких островов в Атлантическом океане, у побережья западноафриканского государства Гвинея-Бисау.
Площадь островов составляет 2624 км².

## География
Территория архипелага и окружающие водные ресурсы охраняются как государством (национальный парк Оранго и морской национальный парк Joao Vieira-Poilao Islands), так и международными программами. С 1996 года архипелаг входит во всемирную сеть биосферных резерватов ЮНЕСКО.

### Основные острова
- Формоза (Formosa) — 140,3 км²
- Каравела (Caravela) — 125,7 км²
- Орангу (Orango) — 122,7 км²
- Илья-Роша (Roxa) — 111 км²
- Орангозинью (Orangozinho) — 107 км²
- Уно (Uno) — 104 км²
- Караше (Carache) — 80,4 км²
- Бубаке (Bubaque) — 75 км²
- Болама (Bolama) — 65 км²
- Галиньяш (Galinhas) — 50 км²

## История

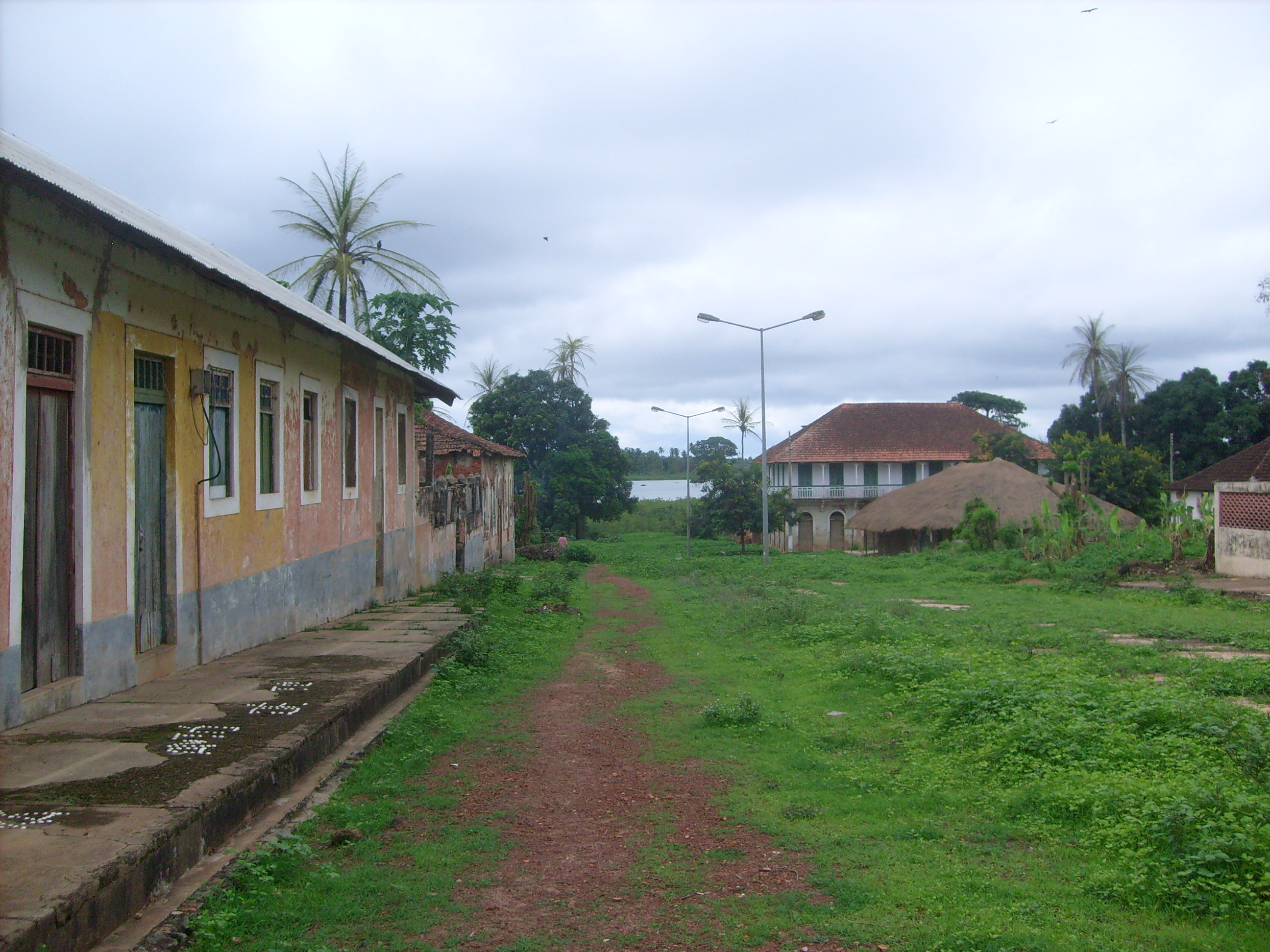
Болама — один из островов архипелага

Острова Бижагош издревле были одним из центров прибрежной торговли Западной Африки, и потому обладали большим флотом, что помогло им отбить португальское нападение в 1535 году. Лишь в 1936 году острова были полностью покорены португальцами и включены в состав колонии Португальская Гвинея. В настоящее время они входят в состав республики Гвинея-Бисау.

#### Наркотрафик кокаина в Европу
С 2004—2005 года колумбийские наркокартели используют этот архипелаг как безопасный перевалочный пункт для доставки тонн кокаина из Южной Америки в Европу (вместо других заблокированных путей в Европу и США). Ими полностью скуплена местная армия, ВВС и флот, которые не дают местной полиции вести борьбу с контрабандой и даже строят новые аэродромы для приёма самолётов с наркотиками. Ежегодный доход от наркотрафика во всей Гвинее-Бисау грубо оценён в сумму около 2 млрд долларов (что в два раза больше ВВП страны).

## Население
В 2009 году на них проживало 34 563 человек, в основном говорящих на языке биджого. В настоящее время лишь около двух десятков островов являются необитаемыми.

## Административное деление

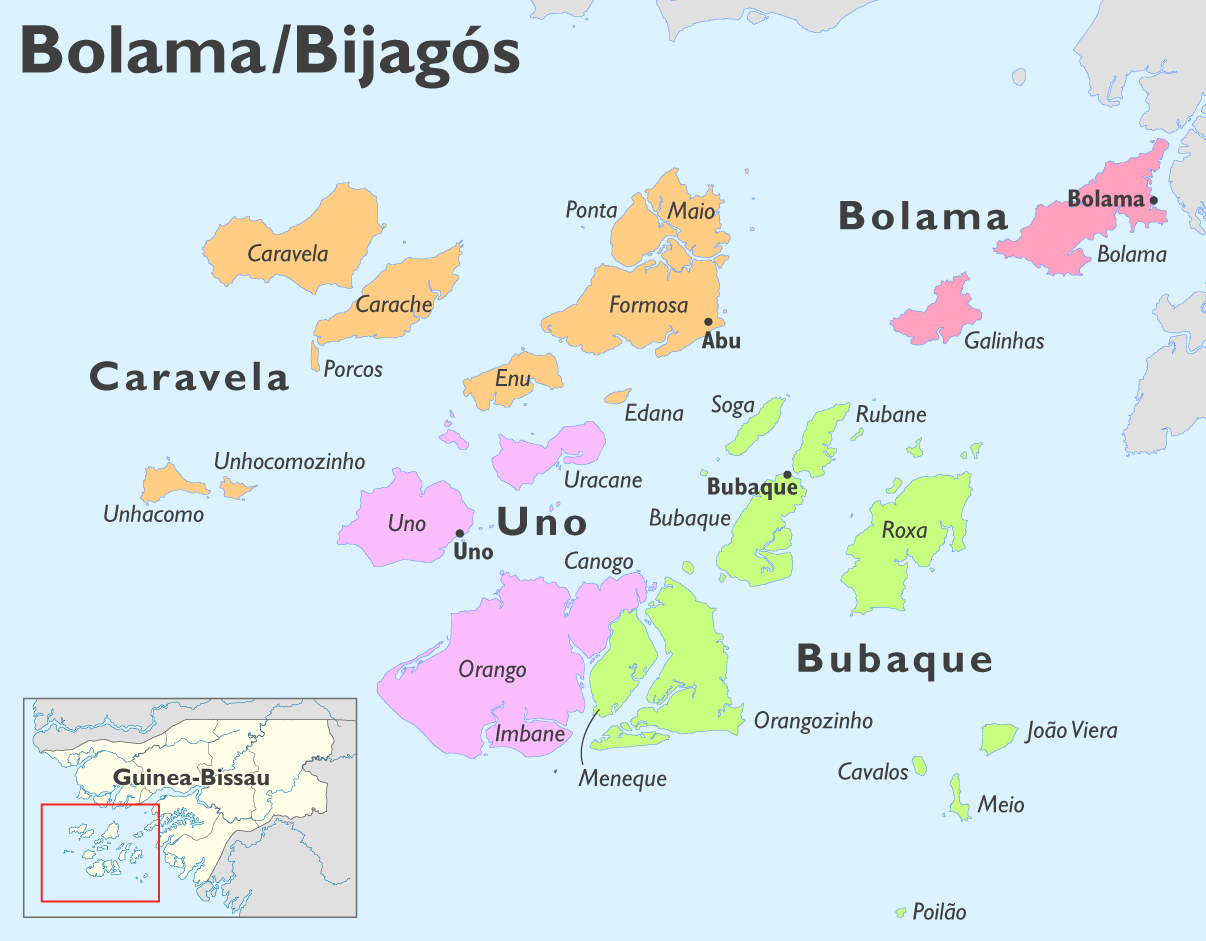
Административная карта архипелага Бижагош

Архипелаг Бижагош, который входит в округ Болама делится на 4 сектора:
- Болама (Bolama)
- Бубаке (Bubaque)
- Каравела (Caravela)
- Уно (Uno)